# Alaa Wardi
Alaa Wardi (Riyad, 13 januari 1987) is een Saoedi-Arabische zanger.
Na zijn studie muziek en geluidstechniek aan de Universiteit van Jordanië in Amman begaf hij zich muzikaal op diverse terreinen. Zo componeerde hij de muziek voor een aantal korte films, is hij lid van de Jordaanse band Hayajan en is hij ook solo als singer-songwriter actief. Zijn muziek laat zich omschrijven als Arabische folk. Kenmerkend voor de zanger is zijn a-capellawerk.